# Nikolaos Myrepsos
Nikolaos Myrepsos (von griechisch μυρεψός myrepsós: „Salbenkoch“, „Salbenbereiter“, lateinisch unguentarius; 13./14. Jahrhundert), latinisiert Nicolaus Myrepsus, war ein byzantinischer Arzt und Verfasser des Dynameron, des umfangreichsten Arzneibuchs des christlichen Mittelalters.

## Leben
Möglicherweise stammte Nikolaos aus Alexandria und praktizierte als Arzt am Hof des byzantinischen Kaisers Johannes III. Dukas Vatatzes (regierte 1222–1254) in Nicaea.

## Werk
Nikolaos Myrepsos verfasste als alter Mann seine, auf griechischen und lateinischen Quellen des 6. bis 12. Jahrhunderts beruhende pharmakologische Kompilation Dynameron (Δυναμερόν) vermutlich zwischen 1270 und 1290. Es handelt sich dabei um ein 2656 Rezepturen umfassendes Antidotar, das bis 1651 an der Universität Paris benutzt wurde.

## Rezeption
Ins Lateinische übersetzt wurde das ursprünglich griechisch verfasste Dynameron bzw. Antidotarum im 14. Jahrhundert durch Nikolaus von Reggio. 1549 ließ Leonhard Fuchs es bei Johannes Oporinus in Basel drucken. Es zählte in Frankreich bis 1651 zu den offiziellen Pharmakopöen.

## Editionen und Übersetzungen
- Ilias Valiakos (Hrsg.): Das Dynameron des Nikolaos Myrepsos. Erstedition. Propylaeum, Heidelberg 2019, DOI:10.11588/propylaeum.455.
- L. Fuchsius (Hrsg.): Nicolaus Myrepsus: Medicamentorum opus a Leonharto Fuchsio medico e Graeco in Latinum conversum. Annotationibus illustratum. Balthazar Arnoletus, Lyon 1550.